# Gaz parfait relativiste
Le gaz parfait relativiste est un modèle de théorie cinétique des gaz qui considère un gaz composé de particules relativistes n'interagissant pas entre elles.  Contrairement au gaz parfait « classique » qu'il généralise, il prend en compte les particules animées de vitesses proches de celle de la lumière. 

## Gaz non quantique

### Fonction de partition
La fonction de partition du gaz parfait relativiste monoatomique (particules sans degrés de liberté internes  comme la rotation ou vibration des particules) est :
{\displaystyle Z={\frac {1}{N!}}\left\{4\pi V\left({\frac {mc}{h}}\right)^{3}\exp(u){\frac {K_{2}(u)}{u}}\right\}^{N}},
où :
{\displaystyle u={\frac {\,mc^{2}}{kT}}},
{\displaystyle K_{n}(x)={\frac {2^{n}x^{n}\Gamma (n+1/2)}{\sqrt {\pi }}}\int _{0}^{+\infty }{\frac {\cos \zeta \,{\text{d}}\zeta }{(\zeta ^{2}+x^{2})^{n+1/2}}}} (fonction de Bessel modifiée de seconde espèce),
avec 
- T la température ;
- N le nombre de particules du gaz ;
- m la masse de chaque particule ;
- V le volume occupé par le gaz ;
- c la vitesse de la lumière ;
- h la constante de Planck ;
- k la constante de Boltzman[1].

### Variables thermodynamiques
| Variable                | Expression générale | Limite classique                  | Limite ultra-relativiste         |
| ----------------------- | --- | --------------------------------- | -------------------------------- |
| énergie interne U       | {\displaystyle Nmc^{2}\left[{\frac {K_{1}(u)}{K_{2}(u)}}+{\frac {3}{u}}-1\right]}                                                                         | {\displaystyle {\frac {3}{2}}NkT} | {\displaystyle 3NkT\,}           |
| énergie libre F         | {\displaystyle -NkT\left\{\log \left[{\frac {4\pi V}{N}}\left({\frac {mc}{h}}\right)^{3}{\frac {K_{2}(u)}{u}}\right]+1\right\}-Nmc^{2}}                   |                                   |                                  |
| enthalpie H             | {\displaystyle Nmc^{2}\left[{\frac {K_{1}(u)}{K_{2}(u)}}+{\frac {4}{u}}-1\right]}                                                                         | {\displaystyle {\frac {5}{2}}NkT} | {\displaystyle 4NkT\,}           |
| enthalpie libre G       | {\displaystyle -NkT\log \left[{\frac {4\pi V}{N}}\left({\frac {mc}{h}}\right)^{3}{\frac {K_{2}(u)}{u}}\right]-Nmc^{2}}                                    |                                   |                                  |
| capacité calorifique CV | {\displaystyle Nku\left\{u+{\frac {3}{u}}-{\frac {K_{1}(u)}{K_{2}(u)}}\left[3+u{\frac {K_{1}(u)}{K_{2}(u)}}\right]\right\}}                               | {\displaystyle {\frac {3}{2}}Nk}  | {\displaystyle 3Nk\,}            |
| capacité calorifique CP | {\displaystyle Nku\left\{u+{\frac {4}{u}}-{\frac {K_{1}(u)}{K_{2}(u)}}\left[3+u{\frac {K_{1}(u)}{K_{2}(u)}}\right]\right\}}                               | {\displaystyle {\frac {5}{2}}Nk}  | {\displaystyle 4Nk\,}            |
| potentiel chimique μ    | {\displaystyle -kT\log \left[{\frac {4\pi V}{N}}\left({\frac {mc}{h}}\right)^{3}{\frac {K_{2}(u)}{u}}\right]-mc^{2}}                                      |                                   |                                  |
| entropie S              | {\displaystyle Nk\left\{\log \left[{\frac {4\pi V}{N}}\left({\frac {mc}{h}}\right)^{3}{\frac {K_{2}(u)}{u}}\right]+u{\frac {K_{3}(u)}{K_{2}(u)}}\right\}} |                                   |                                  |
| pression P              | {\displaystyle {\frac {NkT}{V}}} | {\displaystyle {\frac {NkT}{V}}}  | {\displaystyle {\frac {NkT}{V}}} |

### Ouvrages généraux
- Walter Greiner, Ludwig Neise, Horst Stöcker, Hubert Curien, H. Aksas (trad. de l'allemand), Thermodynamique et mécanique statistique, Berlin/Heidelberg/Paris etc., Springer, 1999, 532 p. (ISBN 3-540-66166-2)